# Сверция многолетняя
Све́рция многоле́тняя (лат. Swértia perénnis) — травянистое растение; типовой вид рода Сверция (Swertia) семейства Горечавковые (Gentianaceae).

## Названия
у Анненкова приводятся названия для этого растения: болотный василёк и зверобой горский.

## Ботаническое описание
Многолетнее травянистое растение высотой 10—60 см.
Прикорневые листья эллиптические длиной 3—5 см, стеблевые листья — супротивные, ланцетной формы.
Соцветие узколанцетное[уточнить], длиной 5—12 см. Цветки фиолетового цвета.
Плод — коробочка, в которой находятся многочисленные плоские семена.

## Распространение и среда обитания
Сверция многолетняя встречается в Западной Европе и Прибалтике. В России обитает в европейской части (Ленинградская, Псковская и Смоленская области; везде очень редка).
Произрастает на травяных и лесных болотах, заболоченных лугах, особенно в долинах небольших речек и ручьёв.

## Таксономия
Синонимы
- Blepharaden perennis (L.) Dulac
- Gentiana palustris All.
- Gentiana paniculata Lam.
- Gentiana swertia E.H.L.Krause nom. illeg.
- Swertia alpestris Baumg.
- Swertia manshurica (Kom.) Kitag.
- Swertia obtusa Ledeb.
- Swertia perennis var. manshurica Kom.
- Swertia perennis var. obtusa (Ledeb.) Ledeb. ex Griseb., 1838
- Swertia perennis subsp. obtusa Hara
- Swertia punctata Baumg.

## Охранный статус
Вид, находящийся под угрозой исчезновения. Занесён в Красную книгу России, Ленинградской и Смоленской областей, охраняется также в Прибалтике и Белоруссии. Вымирает в связи изменением гидрологического режима в местах своего произрастания.
Произрастает изобильно на Сарале, на склонах у Ивановского озера, вместе с горечавкой бесстебельной